# (You Drive Me) Crazy
„(You Drive Me) Crazy“ је песма америчке певачице Бритни Спирс. Издата је 13. септембра 1999. године, као трећи сингл са њеног првог албума „...Baby One More Time“.